# Llista de cràters de Tebe
En aquest article només es mostra els noms oficials aprovats per la Unió Astronòmica Internacional (UAI).
Aquesta és una llista de cràters amb nom de Tebe, una de les moltes llunes de Júpiter, descoberta el 1979 amb el pas de la sonda espacial Voyager 1.
El 2019, el cràter amb nom de Tebe representava el 0,01% dels 5475 cràters amb nom del Sistema Solar. Altres cossos amb cràters amb nom són Ariel (17), Cal·listo (142), Caront (6), Ceres (115), Dàctil (2), Deimos (2), Dione (73), Encèlad (53), Epimeteu (2), Eros (37), Europa (41), Febe (24), Fobos (17), Ganímedes (132), Gaspra (31), Hiperió (4), Ida (21), Itokawa (10), Janus (4), Japet (58), Lluna (1624), Lutècia (19), Mart (1124), Mathilde (23), Mercuri (402), Mimas (35), Miranda (7), Oberó (9), Plutó (5), Proteu (1), Puck (3), Rea (128), Šteins (23), Terra (190), Tetis (50), Tità (11), Titània (15), Tritó (9), Umbriel (13), Venus (900), i Vesta (90).

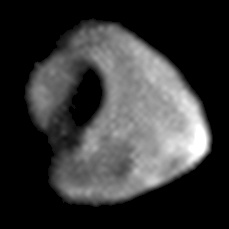
Imatge de Tebe (Júpiter xiv)

## Llista
Els cràters de Tebe porten els noms de personatges i llocs vinculats al mite de Tebe.
La latitud i la longitud es donen com a coordenades planetogràfiques amb longitud oest (+ Oest; 0-360).
| Cràter | Coordenades                            | Diàmetre (km) | Epònim                                                                                         | Ref.  |
| ------ | -------------------------------------- | ------------- | ---------------------------------------------------------------------------------------------- | ----- |
| Zethus | 10° 00′ S, 175° 00′ O / 10.0°S,175.0°O | 40,0          | Zetos, fill de Zeus i Antíope. En algunes històries de la mitologia grega és el marit de Tebe. | WGPSN |